# Пшемислав Мистковський
Пшемислав Мистковський (пол. Przemysław Mystkowski; нар. 25 квітня 1998, Білосток, Польща) — польський футболіст, півзахисник клубу «Ягеллонія».

## Клубна кар'єра
Мистковський є вихованцем «Ягеллонії». Наприкінці сезону 2013/14 років почав залучатися до тренувань з основною командою. 31 травня 2014 дебютував у польському чемпіонаті в поєдинку останнього туру проти «Краковії», вийшовши на заміну після перерви замість Павела Дражби. На той момент футболістові було лише 16 років.
У сезоні 2014/15 років Мистковський з'являвся на полі сім разів, в основному виходячи на заміну в кінцівках матчів. У сезоні 2015/16 років відзначився виходами вже в 15 поєдинках, у трьох з них — в основному складі. 14 травня 2016 року забив свій перший м'яч у професійному футболі в ворота «Корони».

## Кар'єра в збірній
Виступав за юнацькі збірні Польщі U-16, U-17, U-18 та U-19. Брав участь у відбіркових матчах до юнацького чемпіонату Європи 2015 року, проте до фінальної частини разом з командою не потрапив.

## Досягнення
«Ягеллонія» (Білосток)
- Екстракляса
  -  Бронзовий призер (1): 2014/15

## Статистика виступів

### Клубна
Станом на 5 серпня 2016 року
| Клуб                   | Сезон             | Ліга              | Ліга  | Ліга | Кубок Польщі | Кубок Польщі | Європа | Європа | Загалом | Загалом |
| Клуб                   | Сезон             | Ліга              | Матчі | Голи | Матчі        | Голи         | Матчі  | Голи   | Матчі   | Голи    |
| ---------------------- | ----------------- | ----------------- | ----- | ---- | ------------ | ------------ | ------ | ------ | ------- | ------- |
| «Ягеллонія» (Білосток) | 2013/14           | Екстракляса       | 1     | 0    | 0            | 0            | –      | –      | 1       | 0       |
| «Ягеллонія» (Білосток) | 2014/15           | Екстракляса       | 7     | 0    | 0            | 0            | –      | –      | 7       | 0       |
| «Ягеллонія» (Білосток) | 2015/16           | Екстракляса       | 15    | 1    | 1            | 0            | 0      | 0      | 16      | 1       |
| Загалом у кар'єрі      | Загалом у кар'єрі | Загалом у кар'єрі | 8     | 0    | 0            | 0            | 0      | 0      | 8       | 0       |